# Aleksander Grad

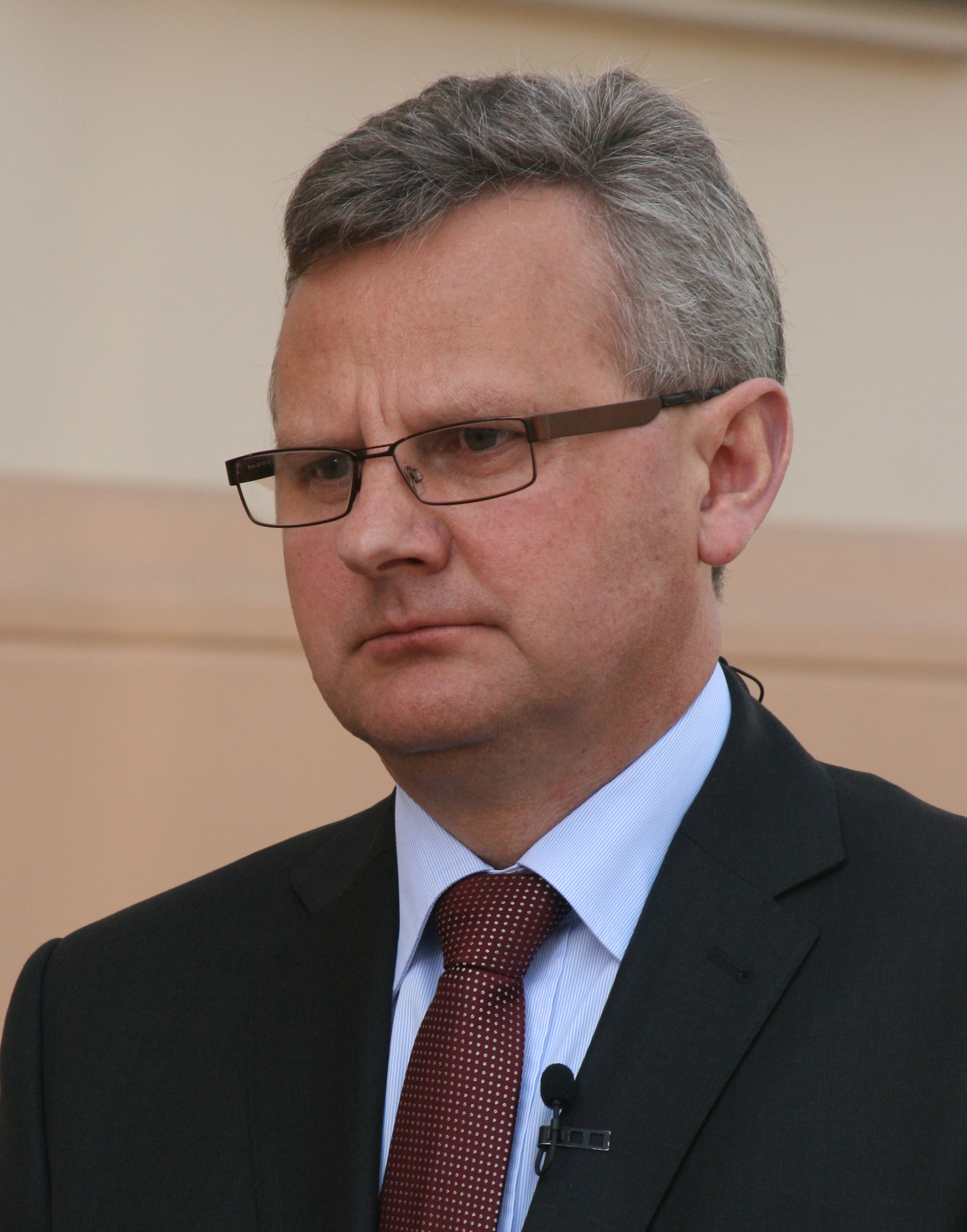
Aleksander Grad (2010)

Aleksander Grad (* 1. Mai 1962 in Łosiniec) ist ein polnischer Politiker (Ruch Stu, SKL, PO). 2007 bis 2011 war er Minister für Staatsvermögen Polens. Er gehörte von 2001 bis 2012 gehörte dem Sejm in der IV., V., VI. und VII. Wahlperiode an.

## Leben und Beruf
Aleksander Grad studierte 1981 bis 1987 an der Berg- und Hüttenakademie Krakau, welche er mit einem Magister als Ingenieur abschloss. 1988/89 arbeitete er bei der Gesellschaft für geodätische und kartografische Dienste. Anschließend war er bis 1997 als Privatunternehmer tätig. Im Februar 1999 wurde er Berater der Weltbank.
Von 2012 bis 2016 war er in hervorgehobenen Positionen bei den Energieunternehmen Polska Grupa Energetyczna, Towarowa Giełda Energii (Strombörse in Warschau), Tauron Polska Energia und Zespół Elektrowni Pątnów-Adamów-Konin tätig.
Er ist verheiratet und hat vier Kinder. Sein Cousin Mariusz Grad war ebenfalls Abgeordneter des Sejm.

## Politik
1990 wurde Grad in den Rat der Gemeinde Pleśna gewählt. Hier war er bis 1994 stellvertretender Gemeindevorsteher und vor allem für die technische Infrastruktur zuständig. Von 1997 bis 1998 war er Woiwode der Woiwodschaft Tarnów. Von 1997 bis 2000 engagierte er sich in der Ruch Stu, in der er Mitglied des politischen Rates war. Anschließend wurde er Mitglied der Stronnictwo Konserwatywno-Ludowe. Im Juni 1999 wurde er Unterstaatssekretär des polnischen Gesundheitsministeriums. Im Jahr 2001 trat er in die Platforma Obywatelska (PO) ein und wurde im Oktober 2001 für diese Abgeordneter im Sejm. 2004 bis 2006 war er in der Woiwodschaft Kleinpolen Vorsitzender der PO. Auch nach den Parlamentswahlen 2005 zog er wieder für die PO ins polnische Parlament. Nach den vorgezogenen Parlamentswahlen 2007 wurde er am 16. November 2007 zum Staatsschatzminister. Bei den Parlamentswahlen 2011 konnte er mit 23.671 Stimmen im Wahlkreis Tarnów erneut einen Sitz im Sejm erlangen. Am 18. November 2011 wurde er als Minister von Mikołaj Budzanowski abgelöst. Im Juni 2012 legte er sein Mandat nieder.

## Ehrungen
- 2015 Offizierskreuz des Ordens Polonia Restituta[10]